# AllMyNotes Organizer
 (août 2015).
 (août 2017).
AllMyNotes Organizer est un logiciel idéateur pour Windows qui permet de stocker des documents et des notes de texte dans un fichier unique. Les documents sont organisés sous forme d'une arborescence hiérarchique qui autorise une navigation rapide par thème. Il existe également une version portable qui peut être copiée sur une clé USB, un iPod ou un disque dur amovible et qui permet d'utiliser le logiciel sur n'importe quel PC sans installation préalable.

## Fonctions
- Organisation en arborescence - Les notes peuvent être organisées dans une structure hiérarchique de dossiers.
- Gestion de projet - Vous pouvez assigner des cases à cocher et des priorités à tous les éléments de l'arborescence.
- Menu dans la zone de notification - Permet la capture rapide du contenu du Presse-papiers (documents et images) et la recherche dans les données stockées dans l'application.
- Recherche Globale - Recherche dans toutes les notes. Supporte les commandes de recherche avancée à la Google.
- Protection de dossiers individuels ou du fichier de données par mot de passe.
- Thèmes - Le programme propose 16 thèmes dès son installation.
- Gestion d'alarmes, générateur de mots de passe aléatoires, et correcteur orthographique.
- Icônes - 56 icônes sont disponibles et peuvent être attribuées aux dossiers et aux notes. Chaque thème dispose de son propre jeu d'icônes.
- Des fichiers et des images peuvent être joints aux notes dans l'éditeur RTF.
- Multilingue - Disponible en Anglais, Français, Espagnol, Suédois, Italien, Coréen, Polonais, Danois, Grec, Hongrois, Russe, Ukrainien, Bulgare, Slovène, Croate, Tchèque, Turc,  Chinois simplifié continental, Chinois simplifié de Taïwan, Chinois traditionnel et Amharique.

## Formats de fichier
Toutes les données sont stockées localement dans une base de données sous forme de fichier unique (.ddb), chiffré au niveau binaire à l'aide d'une clé de chiffrement de 1800 bits. L'accès au fichier peut être contrôlé par mot de passe.
- Import- Les notes peuvent être importées depuis des documents .rtf, .txt et .html, et les images peuvent être importées depuis des fichiers .jpg, .png, .gif et .bmp.

- Export- Les notes peuvent être exportées sous forme de documents .rtf, .txt et .html.

## Interface utilisateur
L'interface, modifiable à l'aide de thèmes et multilingue, se veut simple et fonctionnelle. Elle présente une barre d'outils personnalisable et est divisée en deux parties principales. La partie gauche affiche l'arborescence des dossiers et des notes, et la partie droite affiche le contenu de l'élément sélectionné dans l'arborescence. Le contenu des notes y est affiché dans un éditeur RTF, et le contenu des dossiers sous forme de vignettes.

## Versions, Éditions, Licence
- Une version portable est disponible pour les utilisateurs qui ont besoin d'utiliser AllMyNotes Organizer sur plusieurs PC. Elle s'installe sur une clé USB ou tout autre type de lecteur amovible.
- Deux éditions sont proposées, la Free et la Deluxe. L'édition Free est gratuite. L'édition Deluxe dispose de plusieurs fonctions supplémentaires par rapport à l'édition Free.

## Dates notables
- 3 septembre 2010 - Lancement de la version 2 RC - version 2.19.
- 2 avril 2010 - Version bêta 2 disponible pour évaluation.
- 30 novembre 2009 - Lancement de la version portable - version 1.15
- 20 November 2009 - Lancement de la version stable de AllMyNotes Organizer - version 1.14

## Configuration nécessaire
- Windows 2000, XP, Vista ou 7
- 15 Mo d'espace disponible sur le disque dur ou la clé USB